# Marc Mboua
Marc Mboua (26 de fevereiro de 1987) é um futebolista profissional camaronês que atua como defensor.

## Carreira
Marc Mboua representou a Seleção Camaronesa de Futebol, nas Olimpíadas de 2008. 